# River Balder
Der River Balder ist ein Wasserlauf in County Durham, England. Er entsteht am Zusammenfluss des Balder Beck mit dem Black Beck.
Er fließt in östlicher Richtung und mündet zunächst in das Balderhead Reservoir, dem sich unmittelbar danach das Blackton Reservoir und diesem wiederum unmittelbar das Hury Reservoir anschließt. Der River Balder fließt danach weiter in östlicher Richtung bis zu seiner Mündung in den Tees nordöstlich von Cotherstone.